# Kedungbondo
Kedungbondo is een bestuurslaag in het regentschap Bojonegoro van de provincie Oost-Java, Indonesië. Kedungbondo telt 3840 inwoners (volkstelling 2010).